# Spartina
Spartina es un género de plantas herbáceas perteneciente a la familia de las poáceas. Es originario de las regiones templadas de América, Europa y África.

## Descripción
Son plantas perennes, rizomatosas. Espiguillas marcadamente comprimidas lateralmente, dispuestas en 2 filas apretadas a lo largo del raquis. Espiguillas con 1 (-2) flores hermafroditas. Glumas 2, aproximadamente casi tan largas como las flores, desiguales, subcoriáceas; la inferior uninervada; la superior con 1-3 nervios. Lema uninervada, coriácea. Pálea aproximadamente tan larga como la lema, de margen más o menos ampliamente escarioso. Cariopsis comprimida, glabra.

## Taxonomía
El género fue descrito por Johann Christian Daniel von Schreber y publicado en Flora italiana, ossia descrizione delle piante ... 1: 366. 1848. La especie tipo es: Spartina cynosuroides
Etimología
El nombre del género deriva de las palabras griegas spartine (una cuerda hecha de esparto, Spartium junceum), refiriéndose a las hojas fibrosas.
Citología
Tiene un número de cromosomas de: x = 7 and 10. 2n = 28, 40, 42, 60, 62, 84, 120, 122, y 124. 3, 4, 6, 8, y 12 ploidias.

## Especies
| - Spartina alterniflora - Spartina anglica - Spartina argentinensis - Spartina arundinacea - Spartina bahiensis - Spartina bakeri - Spartina brasiliensis - Spartina caespitosa - Spartina capensis - Spartina ciliata - Spartina coarctata - Spartina cynosuroides - Spartina densiflora - Spartina dissitiflora - Spartina duriaei - Spartina fasciculata - Spartina foliosa | - Spartina geniculata - Spartina glabra - Spartina glabriuscula - Spartina gouini - Spartina gracilis - Spartina humilis - Spartina hybrida - Spartina intermedia - Spartina juncea - Spartina junciformis - Spartina laevigata - Spartina leiantha - Spartina longispica - Spartina maritima - Spartina michauxiana - Spartina michauxii - Spartina montevidensis | - Spartina neyrauti - Spartina patagonica - Spartina patens - Spartina pectinata - Spartina phleoides - Spartina pittieri - Spartina platensis - Spartina polystachya - Spartina pubera - Spartina pumila - Spartina pungens - Spartina schreberi - Spartina spartinae - Spartina stricta - Spartina townsendii - Spartina versicolor |